# Karl Theophil Fries
Karl Theophil Fries (1875-1962) fou un químic alemany.

## Biografia
Karl Fries va néixer a Kiedrich, Alemanya el 13 de març de 1875. Va anar a escola a Frankfurt, on la seva família s'havia traslladat, però va escollir anar a la Universitat de Marburg el 1894. Després d'un any a la Universitat Tècnica de Darmstadt on amplià els seus coneixements sobre electroquímica rebé el doctorat el 1899. Va ser professor a Marburg fins a la jubilació de Theodor Zincke i l'inici de la Primera Guerra Mundial el 1914. Va prendre part a la Primera Guerra Mundial com a soldat entre 1914 i 1918. Va ser professor a la Universitat Tècnica de Braunschweig el 1918 i hi va romandre fins al 1938, degut a un conflicte amb els nazis. Forçat a jubilar-se, el 1938 tornà a Marburg on va impartir classes de química a la universitat.
Karl Fries va morir el 6 de setembre de 1962 a Marburg.